# Đội tuyển bóng đá nữ quốc gia Syria
Đội tuyển bóng đá nữ quốc gia Syria (tiếng Ả Rập: منتخب سوريا لكرة القدم للسيدات) là đội tuyển bóng đá nữ quốc gia đại diện cho Syria tại đấu trường quốc tế. Đội tuyển do Liên đoàn bóng đá Syria quản lý.
Đội có trận đấu đầu tiên vào năm 2005 khi đá giao hữu với Palestine. Cũng vào năm 2005 họ giành vị trí thứ ba tại Giải vô địch bóng đá nữ Tây Á.

## Thành tích

### World Cup
| Năm  | Kết quả                  | Vị trí | Tr | T | D* | L | GF | GA | GD |
| ---- | ------------------------ | ------ | -- | - | -- | - | -- | -- | -- |
| 2003 | Không tham dự            | -      | -  | - | -  | - | -  | -  | -  |
| 2007 | Không tham dự            | -      | -  | - | -  | - | -  | -  | -  |
| 2011 | Không tham dự            | -      | -  | - | -  | - | -  | -  | -  |
| 2015 | Không tham dự            | -      | -  | - | -  | - | -  | -  | -  |
| 2019 | Không vượt qua vòng loại | -      | -  | - | -  | - | -  | -  | -  |
| Tổng | 0/5                      | -      | -  | - | -  | - | -  | -  | -  |

*Tính cả các trận phải giải quyết bằng luân lưu.

### Thế vận hội
| Năm  | Kết quả       | Tr            | T             | H*            | B             | BT            | BB            | HS            |
| ---- | ------------- | ------------- | ------------- | ------------- | ------------- | ------------- | ------------- | ------------- |
| 1996 | Không tham dự | Không tham dự | Không tham dự | Không tham dự | Không tham dự | Không tham dự | Không tham dự | Không tham dự |
| 2000 | Không tham dự | Không tham dự | Không tham dự | Không tham dự | Không tham dự | Không tham dự | Không tham dự | Không tham dự |
| 2004 | Không tham dự | Không tham dự | Không tham dự | Không tham dự | Không tham dự | Không tham dự | Không tham dự | Không tham dự |
| 2008 | Không tham dự | Không tham dự | Không tham dự | Không tham dự | Không tham dự | Không tham dự | Không tham dự | Không tham dự |
| 2012 | Không tham dự | Không tham dự | Không tham dự | Không tham dự | Không tham dự | Không tham dự | Không tham dự | Không tham dự |
| 2016 | Không tham dự | Không tham dự | Không tham dự | Không tham dự | Không tham dự | Không tham dự | Không tham dự | Không tham dự |
| 2020 | Không tham dự | Không tham dự | Không tham dự | Không tham dự | Không tham dự | Không tham dự | Không tham dự | Không tham dự |
| Tổng | 0/7           |               |               |               |               |               |               |               |

*Tính cả các trận phải giải quyết bằng luân lưu.

### Cúp châu Á
| Năm  | Kết quả                  | Tr | T | D* | B | BT | BB | HS |
| ---- | ------------------------ | -- | - | -- | - | -- | -- | -- |
| 2003 | Không tham dự            | -  | - | -  | - | -  | -  | -  |
| 2006 | Không tham dự            | -  | - | -  | - | -  | -  | -  |
| 2008 | Không tham dự            | -  | - | -  | - | -  | -  | -  |
| 2010 | Không tham dự            | -  | - | -  | - | -  | -  | -  |
| 2014 | Không tham dự            | -  | - | -  | - | -  | -  | -  |
| 2018 | Không vượt qua vòng loại | -  | - | -  | - | -  | -  | -  |
| Tổng | 0/6                      | -  | - | -  | - | -  | -  | -  |

*Tính cả các trận phải giải quyết bằng luân lưu.